# Strojno prevajanje na osnovi slovarja
Strojno prevajanje na osnovi slovarja ali "direktno strojno prevajanje" je najstarejša in najmanj priljubljena metoda strojnega prevajanja. Prevaja se dobesedno (kot so besede vzporejene v slovarju) in neposredno v ciljni jezik. Različnim pomenom besede se navadno ne pripisuje velikega pomena. Sistemi za direktno strojno prevajanje so v osnovi dvojezični in enosmerni. Za prevajanje je potrebno le malo slovnične in pomenske analize (slovarska gesla so lahko morfološko analizirana in lematizirana, ni pa nujno), analiza izhodiščnih besedil pa je usmerjena k le enemu ciljnemu jeziku. Sistemi direktnega strojnega prevajanja predstavljajo prvo generacijo strojnih prevajalnikov, ki pa se niso najbolj obnesli, zato sta jih nadomestili bolj izpopolnjeni metodi: interlingua in transferna metoda strojnega prevajanja.

Čeprav je ta pristop strojnega prevajanja najmanj prefinjen, je primeren za prevajanje dolgih seznamov besed, ki niso vezane v stavke (na primer inventarji, preprosti katalogi izdelkov in storitev …).
To metodo lahko uporabljamo tudi za pospešitev ročnega prevajanja, če prevajalec obvlada tako izvirni kot ciljni jezik in tako prepozna slovnične in skladenjske napake. 